# イサベラ作戦
イサベラ作戦（イサベラさくせん、ドイツ語: Unternehmen Isabella）は、第二次世界大戦時にドイツにより立案された中立国のスペイン及びポルトガルの侵攻計画。ソビエト連邦の降伏後に実施し、両国を拠点としてイギリスを圧迫するための侵攻であり、1941年5月にアドルフ・ヒトラーが提唱したが、実行に移されることはなかった。

## 作戦
イサベラ作戦は同じくスペイン侵攻計画であるイローナ作戦より早期に立てられ、大規模だった。フェリックス作戦と同じように、イサベラ作戦ではスペイン本土、ポルトガル、ジブラルタル、そしてアゾレス諸島とポルトガル領カーボベルデの前線基地の占領が計画された。
しかし、フェリックス作戦と違い、イサベラ作戦ではスペイン軍が少なくとも枢軸国に同情的であることを前提としており、スペイン本土侵攻は連合国がイベリア半島を侵攻してきた場合のみなされる。作戦が南から妨害されないよう、ドイツ国防軍はヴィシー・フランスの北アフリカにあるダカールを占領する予定だった。作戦の戦略目的はイギリスによるスエズ運河、ジブラルタル、喜望峰といった中近東とイギリス領インド帝国を繋ぐ輸送路の利用を阻止することだった。
計画は実行されなかったが、フランツ・ハルダー将軍は日記に侵攻用の前線補給基地がボルドーで準備されたと記した。